# Fraser Stoddart
Fraser Stoddart (anglès: James Fraser Stoddart)  (Edimburg, 24 de maig de 1942 - Melbourne, 30 de desembre de 2024) va ser un químic escocès que va investigar al departament de Química de la Universitat Northwestern a l'àrea de la química supramolecular i la nanotecnologia. Stoddart va desenvolupar la síntesi d'alta eficiència d'arquitectures moleculars mecànicament entrellaçades com a anells moleculars de Borromeo, catenans i rotaxans utilitzant reconeixement molecular i processos de autoacoblament molecular. S'ha demostrat que aquestes topologies es poden emprar com a interruptors moleculars i com a molècules-motor. El seu grup va aplicar aquestes estructures fins i tot en la fabricació de dispositius de nanoelectrónica i sistemes nanoelectromecànics (NEMS). Els seus esforços van ser reconeguts amb nombrosos premis, incloent-hi el Premi Internacional Rei Faisal en Ciències 2007 i el Premi Nobel de Química el 2016.

## Biografia

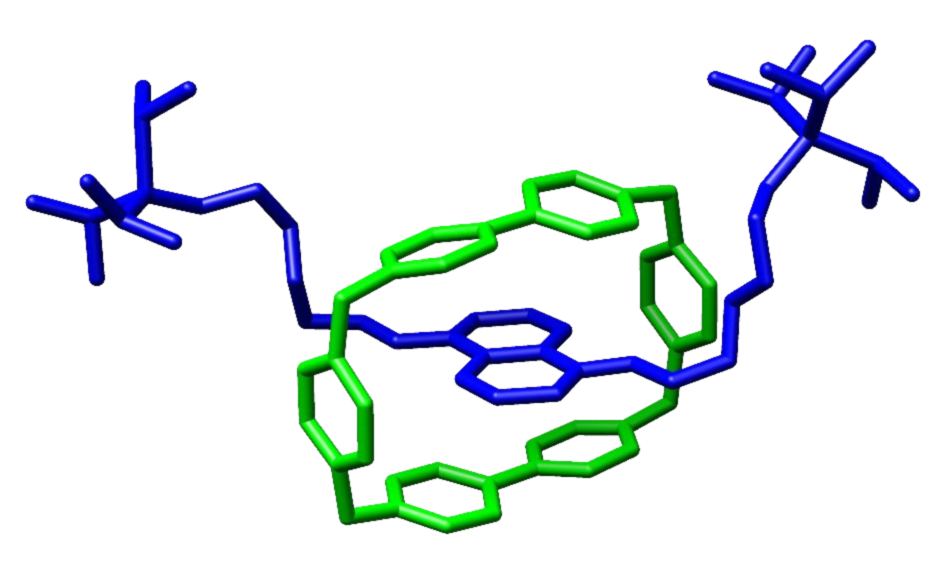
Estructura cristal·lina d'un rotaxà amb un macrocicle ciclobis(paraquat-p-fenilè) publicat per Stoddart i col·laboradors a Eur. J. Org. Chem. 1998, 2565–2571.

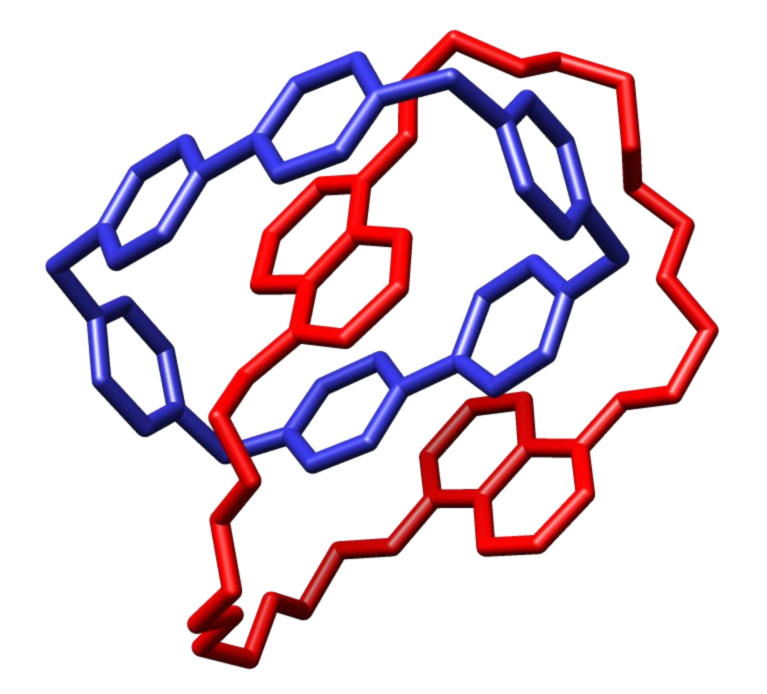
Estructura cristal·lina d'un catenà amb un macrocicle ciclobis(paraquat-p-fenilè) publicat per Stoddart i col·laboradors a Chem. Commun., 1991, 634–639

Fraser Stoddart va néixer a Edimburg i va obtenir el títol de B.sc. (1964) i més tard el doctorat (1966) a la Universitat d'Edimburg. El 1967, es va traslladar a la Universitat de Queen (Canadà) com a becari postdoctoral del Consell de Recerca Nacional del Canadà, i després, el 1970, a la Universitat de Sheffield com a becari de recerca d'Imperial Chemical Industries (ICI), abans d'unir-se al personal acadèmic com a professor de Química. Després d'una estada a la Universitat de Califòrnia, Los Angeles (UCLA) el 1978 treballa en el Laboratori de ICI a Runcorn, Anglaterra (1978-81), tornant a Sheffield el 1982.
Obté un doctorat a Edimburg el 1980 per les seves recerques sobre estereoquímica fora de la molècula. El 1990, es va traslladar a la càtedra de Química Orgànica a la Universitat de Birmingham i va ser director de la seva Escola de Química (1993-97), abans de passar a la UCLA com a professor Saul Winstein de química el 1997.
Al juliol de 2002, es va convertir en codirector interí de l'Institut de Nanosistemes de Califòrnia (CNSI). Al maig de 2003, aconsegueix la Càtedra Fred Kavli de Ciència de Nanosistemes i exerceix fins a agost de 2007 com a director del CNSI. Va ser nomenat Knight Bachelor al desembre de 2006, per la Reina Isabel II

## Àrees de recerca
Una de les seves contribucions al desenvolupament de les arquitectures moleculars mecànicament entrellaçades ha estat l'establiment de la síntesi eficient d'aquestes molècules sobre la base de la unió de ciclobis(paraquat-p-fenilè), com ara els rotaxans i els catenans. L'ús de química covalent dinàmica ha permès al seu grup la síntesi d'arquitectures moleculars mecànicament enllaçades molt complexes com els anomenats anells moleculars de Borromeo. Procediments eficaços per sintetitzar aquestes arquitectures moleculars s'han aplicat a la construcció de màquines moleculars que funcionen sobre la base del moviment mutu dels diversos components, uns respecte dels altres. Aquestes màquines moleculars tenen aplicacions potencials com a sensors moleculars, accionadors, amplificadors i interruptors moleculars i poden ser controlats químicament, elèctricament i òpticament.
Stoddart ha estat pioner en l'ús d'arquitectures moleculars mecànicament entrellaçades per crear sistemes nanomecànics. S'ha demostrat que aquests dispositius es poden fabricar amb una combinació d'enfocament bottom-up de autoacoblament molecular i un disseny top-down i bottom-up de litografia i microfabricació.

## Estil de presentació
Els treballs i altres materials de Stoddart són fàcilment recognoscibles a l'instant per la seva distintiva representació desenvolupada des de finals de 1980, a l'estil dels dibuixos animats. Un cercle sòlid es posa sovint al centre de les estructures moleculars amb diversos anells aromàtics, i aquests posseeixen diferents colors per ressaltar les diferents parts de les molècules. De fet, Stoddart va ser un dels primers investigadors que va fer un ampli ús del color en les publicacions de química. Els diferents colors en general es corresponen amb les diferents parts d'aquest tipus de molècules, però també s'utilitzen per representar les propietats moleculars específiques (el color blau, per exemple, s'utilitza per representar subunitats pobres en electrons mentre que el vermell s'utilitza per representar a les corresponents subunitats riques en electrons). Stoddart manté aquest esquema de colors estandarditzats en totes les seves publicacions i presentacions, i el seu estil ha estat adoptat per altres investigadors que publiquen sobre màquines moleculars basades en la síntesi de Stoddart.

## Qualificacions ISI
Sis de les seves més de 900 publicacions han estat citades 500 o més vegades, 16 més de 300 vegades, 82 més de 100 vegades, i 203 més de 50 vegades. Stoddart té un índex h de 92. Per al període comprès de gener de 1997 al 31 d'agost de 2007, va ser classificat per l'Institut d'Informació Científica com el tercer químic més citat amb un total de 14.038 cites a partir d'un conjunt de 304 documents amb una freqüència de 46,2 cites per article. Durant 35 anys, s'han format en els seus laboratoris més de 260 estudiants de doctorat i investigadors postdoctorals, i una quarta part dels mateixos han emprès posteriorment una carrera acadèmica independent. L'Institut d'Informació Científica (ISI) també va predir el 2005 que Fraser Stoddart seria un probable guanyador de premi Nobel de Química, juntament amb George M. Whitesides i Seiji Shinkai per la seva contribució al autoacoblament molecular. No obstant això, el premi finalment va ser concedit a Robert Grubbs, Richard Schrock i Yves Chauvin.